# Stara Novalja
Stara Novalja (italsky Novaglia Vecchia) je vesnice a přímořské letovisko v Chorvatsku v Licko-senjské župě, spadající pod opčinu města Novalja. Nachází se na ostrově Pag, u Staronovaljského zálivu, asi 3 km severovýchodně od Novalje. V roce 2011 zde trvale žilo celkem 286 obyvatel.